# Carl Clauberg
Carl Clauberg (Wupperhof (tegenwoordig deel van Leichlingen), 28 september 1898 — Kiel, 9 augustus 1957) was een Duits gynaecoloog die in de Tweede Wereldoorlog experimenteerde met sterilisaties op honderden vrouwelijke gevangenen in Auschwitz.
Deze experimenten betroffen onder andere injecties, chirurgie en bestraling. Hij werd na de oorlog in de Sovjet-Unie veroordeeld tot 25 jaar cel. Bij een gevangenenuitwisseling in 1955 kwam hij echter weer vrij. Na protesten van kampoverlevenden werd hij in West-Duitsland opnieuw gearresteerd, maar hij overleed in zijn cel aan een hartinfarct voor het proces plaats kon vinden.
In augustus 2010 werden in een huis in Polen ruim 150 medische instrumenten van hem teruggevonden.

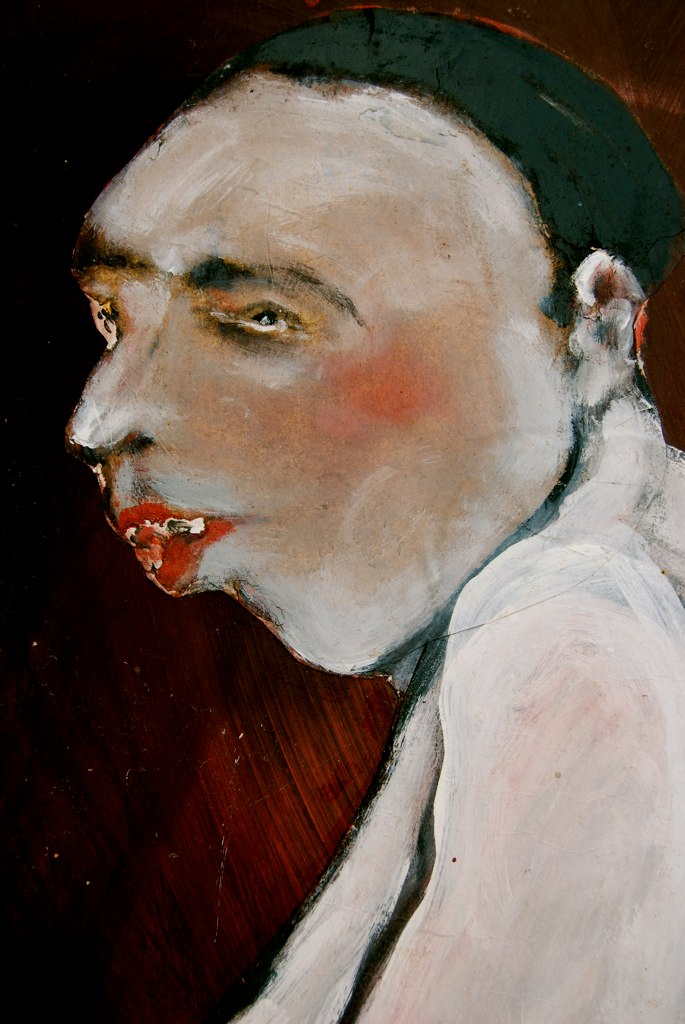
Dr. Carl Clauberg "The beast"
schilderij van Stefan Krikl uit zijn serie "Doctors of Death" (1985)